# Licuala aruensis
Licuala aruensis är en enhjärtbladig växtart som beskrevs av Odoardo Beccari. Licuala aruensis ingår i släktet Licuala och familjen Arecaceae. Inga underarter finns listade i Catalogue of Life.